# Nezinho dos Santos
Welington Reginaldo dos Santos (Araraquara, 21 de janeiro de 1981), mais conhecido como Nezinho, é um ex-jogador de basquetebol brasileiro, que jogou por equipes como COC/Ribeirão Preto, Lobos Brasília, Limeira e Vasco da Gama e foi cinco vezes campeão do Campeonato Brasileiro de Basquete Masculino, sendo três delas no Novo Basquete Brasil.
Com a seleção brasileira, foi campeão dos Jogos Pan-Americanos de 2007, realizado no Rio de Janeiro. Também integrou a equipe nacional nos Jogos Pan-Americanos de 2011, em Guadalajara, no México.

## Estatísticas
| † | Denota temporadas em que a equipe de Nezinho venceu o torneio |
|   | Líder da liga                                                 |

### Temporada regular do NBB
| Ano               | Equipe            | PJ  | MPJ  | FG%  | 3P%  | LL%  | RT  | AS  | BR  | TO | PPJ  |
| ----------------- | ----------------- | --- | ---- | ---- | ---- | ---- | --- | --- | --- | -- | ---- |
| 2008–09           | Limeira           | 17  | 33.6 | .506 | .396 | .841 | 2.5 | 5.1 | 1.6 | .3 | 16.7 |
| 2009–10†          | Lobos Brasília    | 24  | 29.1 | .414 | .295 | .853 | 2.6 | 4.8 | 1.8 | .2 | 10.2 |
| 2010–11†          | Lobos Brasília    | 24  | 34.6 | .403 | .317 | .833 | 2.6 | 6.5 | 1.9 | .2 | 13.9 |
| 2011–12†          | Lobos Brasília    | 27  | 31.9 | .460 | .316 | .882 | 2.5 | 5.7 | 1.3 | .4 | 16.8 |
| 2012–13           | Lobos Brasília    | 28  | 31.5 | .456 | .403 | .871 | 3.2 | 6.5 | 1.6 | .1 | 17.2 |
| 2013–14           | Lobos Brasília    | 31  | 32.5 | .441 | .382 | .874 | 2.9 | 5.7 | 1.4 | .2 | 17.1 |
| 2014–15           | Limeira           | 20  | 30.2 | .458 | .385 | .907 | 2.0 | 5.4 | 1.5 | .1 | 13.8 |
| 2015–16           | Franca            | 14  | 23.5 | .506 | .412 | .800 | 2.6 | 6.1 | .6  | .1 | 12.3 |
| Carreira          | Carreira          | 185 | 31.4 | .450 | .362 | .858 | 2.6 | 5.8 | 1.5 | .2 | 15.0 |
| Jogo das Estrelas | Jogo das Estrelas | 5   | -    | -    | -    | -    | -   | -   | -   | -  | -    |

### Playoffs do NBB
| Ano      | Equipe         | PJ | MPJ  | FG%  | 3P%  | LL%  | RT  | AS  | BR  | TO | PPJ  |
| -------- | -------------- | -- | ---- | ---- | ---- | ---- | --- | --- | --- | -- | ---- |
| 2009     | Limeira        | 4  | 35.4 | .541 | .333 | .720 | 1.3 | 4.5 | 1.2 | .5 | 18.0 |
| 2010†    | Lobos Brasília | 13 | 27.8 | .467 | .352 | .783 | 2.1 | 3.7 | 1.1 | .2 | 13.0 |
| 2011†    | Lobos Brasília | 13 | 37.7 | .448 | .348 | .893 | 3.4 | 6.4 | 2.5 | .3 | 15.0 |
| 2012†    | Lobos Brasília | 9  | 37.7 | .453 | .315 | .841 | 3.3 | 5.2 | 1.3 | .2 | 14.9 |
| 2013     | Lobos Brasília | 5  | 34.5 | .526 | .489 | .714 | 2.8 | 5.2 | .8  | .0 | 20.4 |
| 2014     | Lobos Brasília | 3  | 32.5 | .240 | .200 | .667 | 2.7 | 5.3 | 1.3 | .0 | 10.3 |
| 2015     | Limeira        | 7  | 27.7 | .426 | .250 | .957 | 2.4 | 4.0 | .9  | .1 | 11.9 |
| 2016     | Franca         | 5  | 24.9 | .346 | .273 | .786 | 1.6 | 4.4 | 1.4 | .2 | 8.8  |
| Carreira | Carreira       | 59 | 32.6 | .444 | .333 | .818 | 2.6 | 4.9 | 1.4 | .2 | 14.1 |